# Бентонит (футбольный клуб)
«Бентонит» — советский и армянский футбольный клуб из Иджевана. Основан в 1977 году.

## История
Команда была создана в 1977 году под названием «Бентонит». В 1992 году была переименована в «Каэн», а в 1993 году в «БМА». В 2007 году была расформирована. 
Команда была восстановлена в 2019 году, а в сезоне 2023/24 участвовала в Любительской лиге Армении. В 2024 году клуб получил лицензию и вернулась в Первую лигу Армении спустя 17 лет. В первом сезоне после возвращения команда заняла 10-е место.

## Статистика выступлений
| Сезон   | Ранг | Турнир            | Место | И  | В | Н | П  | ГЗ | ГП | РГ  | Очки | Кубок        | Исход               |
| ------- | ---- | ----------------- | ----- | -- | - | - | -- | -- | -- | --- | ---- | ------------ | ------------------- |
| 2023/24 | 3    | Любительская лига | 2     | 10 | 6 | 1 | 3  | 26 | 28 | -2  | 19   |              | Выход в Первую лигу |
| 2024/25 | 2    | Первая лига       | 10    | 24 | 6 | 6 | 12 | 38 | 52 | -15 | 24   | Первый раунд |                     |

## Достижения
- 20-е место в зональном турнире Второй низшей лиги (1990).
- 1/4 финала Кубка Армении (2007)[3].